# Sucesso do Segundo Cerco de Diu
Sucesso do Segundo Cerco de Diu (Dzieje drugiego oblężenia Diu) – epos szesnastowiecznego portugalskiego poety Jerónima Corte-Real, wydany w 1574. Utwór, napisany białym wierszem, składa się z dwudziestu jeden pieśni. Opowiada o wojennych czynach panów João de Castro (wicekróla Indii) i João de Mascarenhas (dowódcy twierdzy) podczas oblężenia miasta Diu w 1546. Został zadedykowany królowi Sebastianowi.
O Sol ardente em seu fogoso carro

Quase meia jornada já cumpria,

Quando lá pelos ares se levanta

Um alarido horrível, que penetra

As nuvens e alto céu: os vivos gritos

Espalhados nos ares vão buscando

As côncavas cavernas dos mais altos

E solitários montes, e nos vales

Mais fundos e vazios; com ajuda

Da triste e namorada Eco formam

Com ímpeto diversos apelidos.